# Maro Ajemian
Maro Ajemian (Ginevra, 9 luglio 1912 – Stati Uniti d'America, 18 settembre 1978) è stata una pianista statunitense di origine armena.

## Carriera
Ajemian si interessò alla musica contemporanea. Studiò alla Juilliard School e il 14 marzo 1942 divenne nota come pianista eseguendo la première americana (alla quale seguì un tour per tutti gli Stati Uniti) del Concerto per pianoforte di Aram Khachaturian, che la scelse per via delle comuni origini,  assieme alla Juilliard Graduate Orchestra condotta da Albert Stoessel. Dopo quest'esperienza allacciò rapporti d'amicizia con molteplici compositori, insieme a sua sorella Anahid Ajemian, la quale si fece apprezzare come violinista. Tra questi figurano John Cage (che le dedicò anche il suo ciclo Sonate e interludi), Alan Hovhaness, Henry Cowell, Ernst Křenek, Lou Harrison e Gunther Schuller.
Ajemian amava particolarmente la musica di Hovhaness, un collega armeno americano, e co-fondò un'organizzazione con sede a New York, il Friends of Armenian Music Committee, che promosse la sua musica durante gli anni Quaranta, presentando concerti annuali in luoghi di alto profilo come Town Hall. Questi concerti furono ben recensiti da critici come Lou Harrison, Virgil Thomson e Olin Downes, e servirono a lanciare Hovhaness sotto i riflettori nazionali.
Morì per infarto all'età di 57 anni, il 18 settembre 1978.